# Jacques Maroger
Pour les articles homonymes, voir Maroger.
Jacques Maroger, né le 22 novembre 1884 dans le 7e arrondissement de Paris et mort le 28 juin 1962 à Baltimore (Maryland, États-Unis d'Amérique), est un peintre, chercheur et restaurateur d'œuvres d'art français.

## Biographie
Élève du peintre Louis Anquetin, il a consacré sa vie à l'étude des techniques à l'huile des grands maîtres. Il a ainsi retrouvé la recette du médium de Giorgione, à base d'huile noire, médium également utilisé par Véronèse, Titien puis Rubens auquel il a donné son nom. 
Restaurateur au musée du Louvre puis directeur technique du laboratoire 1935 à 1937, il a été président des restaurateurs de France, puis professeur au Maryland Institute College of Art (en) de Baltimore.
Jacques Maroger est l'auteur de l'ouvrage À la recherche des secrets des grands peintres (1948), considéré comme un traité de référence sur les procédés de peinture des grands maîtres.

## Publications
- Exposition du XVIIIe siècle français, The Dudley Galleries, Londres, juillet 1913.
- La restauration scientifique des tableaux anciens, Figaro, Supplément artistique, n° 242, 18 juillet 1929[3].
- The Secret Formulas and Techniques of the Masters, The Studio publications Inc., New-York et Londres, 1948,  (ISBN 0-87817-245-9).
- The Secret Formulas and Techniques of the Masters, édition bilingue anglais-français, Hacker Art Books, 1979.
- À la recherche des secrets des grands peintres, édition française, Dessain et Tolra, Paris, 1986. Réédité en 1990.